# Starzach
Starzach là một xã thuộc huyện Tübingen, bang Baden-Württemberg ở Đức. Nơi đây nằm cách Tübingen khoảng 20 km về phía tây nam.